# Liste von Gebirgszügen des Tian Shan
Dies ist eine Liste von Gebirgszügen des Tian Shan (engl. Ridges of Tian Shan). 

Gebirgszüge des Tian Shan (nach sowjetischen topographischen Karten)

## Kurzeinführung
Sie versucht, die verschiedenen Gebirge, Gebirgszüge, Gebirgsketten usw. im Tian Shan zu erfassen, erhebt aber keinen Anspruch auf Aktualität oder Vollständigkeit.
Das Tian-Shan-Gebirge erstreckt sich über ein riesiges Gebiet der Länder Kirgisistan,
Kasachstan, Tadschikistan, Usbekistan und China (Xinjiang).
Die Übersicht ist grob untergliedert in  Westliches, Zentrales und Östliches Tian-Shan-Gebirge. 
Bezüglich der Namen herrscht gelegentlich Konfusion, z. B. wird das Gebirge namens Trans-Ili Alatau, das Teil des Tian Shan ist, dem sich eine Kette von weiteren Gebirgen anschließt, die über Tibet bis zum Himalaya und Karakorum führen, auch Transili-Alatau geschrieben. Für unterschiedliche Bezeichnungen und Schreibungen bzw. Transkriptionen und Transliterationen aus verschiedenen Sprachen und Schriften ließen sich noch viele weitere Beispiele anfügen.

## Liste
Die Nummerierungen folgen der oben beigefügten Abbildung (die den Angaben zufolge nach sowjetischen topographischen Karten erstellt wurde).

### Westliches Tian-Shan-Gebirge
- 1: Chatkal-Gebirge: 1a: Kum Beli, 1b: Atoinak-Gebirgszug, 1c: Kek Ala.
- 2: Talas Alatau: 2a: Ugam-Gebirgszug, 2b: Maydaktay-Gebirgszug, 2c: Pskem-Gebirgszug, 2d: Chandalach-Gebirgszug, 2e: Kek-Suu-Gebirgszug, 2f: Karjantau, 2g: Suusamyrtau, 2h: Sarykamysh.
- 3: Kyrgyz-Gebirgszug: 3a: Djumgaltau, 3b: Karamoinok, 3c: Oy-Kayyng.
- 5: Kungey Alatau
- 6: Trans-Ili Alatau
- 11: Kuramin-Gebirgszug

### Zentrales Tian-Shan-Gebirge
- 4: Fergana-Gebirgszug: 4a: Tachtalyk, 4b: Kökirimtau, 4c: Torugarttau, 4d: Babash-Ata, 4e: Kardy Too, 4f: Uzgen-Gebirgszug, 4g: Chongboor Too, 4h: Karakyr, 4i: Kulun.

Untergeordnete Gebirgszüge in Zentral-Kirgisistan: a: Kavaktau, b: Songkultau, c: Kara Katta, d: Moldotau, e: Chaartash-Akshiirak, f: Djamantau, g: Baybychek-too, h: Kara-too, i: Alamyshik.
- 7: At-Bashi
- 8: Terskey Alatau
- 9: Kokshaal Tau: 9a: Kyukkiya (westlich des Flusses Kokshaal), 9b: Western Kokshaal Tau (zwischen dem Fluss Kokshaal und dem Fluss Uzungush), 9c: zwischen dem Fluss Uzungush und dem Fluss Sarydjaz, 9d: östlich des Flusses Sarydjaz.
- 10: Meridional-Gebirgszug

Untergeordnete Gebirgszüge in Ost-Kirgisistan: a: Naryntau, b: Borkoldoy, c: Karadjorga,
d: Karagoman, e: Kura, f: Kapkatas, g: Djetim, h: Kerö Karagoman, i: Djetimbel, j: Akzoo, k: Ak Shiirak, l: Kuilyutau, m: Uchchat, n: Kaindy Katta, o: Inylchektau, p: Sarydjaz, q: Adyrtor, r: Tengritau, s: Katta-Ashutor.

### Östliches Tian-Shan-Gebirge
- I: Chalyktau
- II: Narat
- III: Könteketau
- IV: Borohotan
- V: Sarmin Ula
- VI: Khaydutau
- VII: Borohoro
- VIII: Bogda Shan
- IX: Barkol Shan
- X: Karlik Shan
- XI: Dahei Shan
- XII: Djungar Alatau: XIIa: Bezhintau, XIIb: Toksanbai, XIIc: Tyshkantau, XIId: Tasta, XIIe: Kungey.
- XIII: Ketmen
- XIV: Kharateken Ula